# Dömsöd
Dömsöd es un pueblo húngaro perteneciente al distrito de Ráckeve, condado de Pest.

## Superficie
Cuenta con una superficie de 72,42 km².

## Demografía
Hasta 2024 la población era de 6020 habitantes, con una densidad de población de 83,12 hab/km².
| Gráfica de evolución demográfica de Dömsöd entre 2020 y 2024 |
|                                                              |
| Datos según la Oficina Central de Estadística de Hungría.    |